# Baccharis ventanicola
Baccharis ventanicola là một loài thực vật có hoa trong họ Cúc. Loài này được (Cabrera) Soria & Zardini mô tả khoa học đầu tiên năm 1991.